# Akutagava-díj
Az Akutagava-díj (芥川龍之介賞, Akutagava Rjúnoszuke só) a japán Prix du Premier Roman és Goncourt egybegyúrva, tehetséges kezdő prózaírók elismerésére szolgál (folyóiratban megjelent regényért vagy novelláért adják), megnyitva előttük az utat a hírnév felé, ám egyben a legrangosabb irodalmi díjnak is számít. Akutagava Rjúnoszuke emlékére alapította 1935-ben Kikucsi Kan író és a Bungei Sundzsú kiadó. Évente kétszer, januárban és júliusban ítélik oda (1945 és 1948 között szünetelt), a nyertes egy zsebórát és egymillió jent kap. Több ígéretesen induló (s aztán rendre be is futó) író mellőzéséért (Jamada Eimi, Murakami Haruki, Josimoto Banana) sok kritika érte a szervezőket. A zsűri tagjai között van Jamada Eimi, Murakami Rjú, valamint Tokió kormányzója, a korábban szintén díjazott prózaíró és színész Isihara Sintaró is.

## Díjazottak
A Bungei Sundzsú kiadó vezeti a díjazottak listáját.
| 上 | Első félév    |
| 下 | Második félév |

| #   | Év     | Szerző                         | Műcím                                                                                                   | Megjelent itt                                           |
| --- | ------ | ------------------------------ | --- | ------------------------------------------------------- |
| 01  | 1935上 | Isikava Tacuzó                 | Szóbó (蒼氓; Hepburn: Sōbō)                                                                             | Szeiza (星座; Hepburn: Seiza)                           |
| 02  | 1935下 | Nem osztottak díjat.           | Nem osztottak díjat.                                                                                    | Nem osztottak díjat.                                    |
| 03  | 1936上 | Oda Takeo                      | Dzsógai (城外; Hepburn: Jōgai)                                                                          | Bungaku Szeikacu (文學生活; Hepburn: Bungaku Seikatsu)  |
| 03  | 1936上 | Curuta Tomoja                  | Kosamain-ki (コシャマイン記; Hepburn: Koshamain-Ki)                                                     | Sószecu (小説; Hepburn: Shōsetsu)                       |
| 04  | 1936下 | Isikava Dzsun                  | Fugen (普賢)                                                                                            | Szakuhin (作品; Hepburn: Sakuhin)                       |
| 04  | 1936下 | Tomiszava Uio                  | Csicsúkai (地中海; Hepburn: Chichūkai)                                                                  | Tójó (東陽; Hepburn: Tōyō)                              |
| 05  | 1937上 | Ozaki Kazuo                    | Nonki megane (暢氣眼鏡 他)                                                                              | Dzsinbucu Hjóron (人物評論; Hepburn: Jinbutsu Hyōron)   |
| 06  | 1937下 | Hino Asihei                    | Funnjótan (糞尿譚; Hepburn: Fun'nyōtan)                                                                 | Bungaku Kaigi (文學会議)                                |
| 07  | 1938上 | Nakajama Gisú                  | Acumonozaki (厚物咲; Hepburn: Atsumonozaki)                                                             | Bungakukai (文学界)                                     |
| 08  | 1938下 | Nakazato Cuneko                | Noriaibasa, ta (乗合馬車 他; Hepburn: Noriaibasha, ta)                                                  | Bungakukai (文学界)                                     |
| 09  | 1939上 | Handa Josijuki                 | Nivatori szódó (鶏騒動; Hepburn: Niwatori Sōdō)                                                         | Bungei Suto (文藝首都; Hepburn: Bungei Shuto)           |
| 09  | 1939上 | Hasze Ken                      | Aszukasza no kodomo (あさくさの子供; Hepburn: Asakusa no Kodomo)                                        | (虚實)                                                  |
| 010 | 1939下 | Szamukava Kótaró               | Micurjósa (密獵者; Hepburn: Mitsuryōsha)                                                                | Szószaku (創作; Hepburn: Sōsaku)                        |
| 011 | 1940上 | Takagi Taku (visszautasította) | Uta to mon no tate (歌と門の盾)                                                                         |                                                         |
| 012 | 1940下 | Szakurada Cunehisza            | Hiraga Gennai (平賀源内; Hepburn: Hiraga Gen'nai)                                                       | Szakka Szeisin (作家精神; Hepburn: Sakka Seishin)       |
| 013 | 1941上 | Tada Júkei                     | Csókó deruta (長江デルタ; Hepburn: Chōkō Deruta)                                                        | Tairiku Órai (大陸往来; Hepburn: Tairiku Ōrai)          |
| 014 | 1941下 | Sibaki Josiko                  | Szeika no icsi (青果の市; Hepburn: Seika no Ichi)                                                       | Bungei Suto (文芸首都; Hepburn: Bungei Shuto)           |
| 015 | 1942上 | Nem osztottak díjat.           | Nem osztottak díjat.                                                                                    | Nem osztottak díjat.                                    |
| 016 | 1942下 | Kuramicu Tosio                 | Renrakuin (連絡員)                                                                                      | Szeitó (正統; Hepburn: Seitō)                           |
| 017 | 1943上 | Isizuka Kikuzó                 | Tenszoku no koro (纏足の頃; Hepburn: Tensoku no Koro)                                                   | Mókjó Bungaku (蒙疆文學; Hepburn: Mōkyō Bungaku)        |
| 018 | 1943下 | Tónobe Kaoru                   | Vasi (和紙; Hepburn: Washi)                                                                             | Tóhoku Bungaku (東北文學; Hepburn: Tōhoku Bungaku)      |
| 019 | 1944上 | Jagi Josinori                  | Rjú Kanfú (劉廣福; Hepburn: Ryū Kanfū)                                                                  | Nihon Bungakusa (日本文學者; Hepburn: Nihon Bungakusha) |
| 019 | 1944上 | Obi Dzsúzó                     | Tóhan (登攀; Hepburn: Tōhan)                                                                            | Kokumin Bungaku (國民文學; Hepburn: Kokumin Bungaku)    |
| 020 | 1944下 | Simizu Motojosi                | Karitacsi (雁立; Hepburn: Karitachi)                                                                    | Nihon Bungakusa (日本文學者; Hepburn: Nihon Bungakusha) |
| 021 | 1949上 | Kotani Cujosi                  | Kakusó (確証; Hepburn: Kakushō)                                                                         | Szakka (作家; Hepburn: Sakka)                           |
| 021 | 1949上 | Juki Sigeko                    | Hon na hanasi (本の話; Hepburn: Hon no Hanashi)                                                         | Szakuhin (作品; Hepburn: Sakuhin)                       |
| 022 | 1949下 | Inoue Jaszusi                  | Tógjú (闘牛; Hepburn: Tōgyū)                                                                            | Bungakukai                                              |
| 023 | 1950上 | Cudzsi Rjóicsi                 | Ihódzsin (異邦人; Hepburn: Ihōjin)                                                                      | Sin Sószecu (新小説; Hepburn: Shin Shōsetsu)            |
| 024 | 1950下 | Nem osztottak díjat.           | Nem osztottak díjat.                                                                                    | Nem osztottak díjat.                                    |
| 025 | 1951上 | Abe Kóbó                       | Kabe—S. Karuma si no hanzai (壁―S・カルマ氏の犯罪; Hepburn: Kabe—S. Karuma shi no Hanzai, ’A fal’)      | Kindai Bungaku (近代文学)                               |
| 025 | 1951上 | Isikava Tosimicu               | (春の草 他; Hepburn: Haru no Kusa)                                                                      | Bungakukai                                              |
| 026 | 1951下 | Hotta Josie                    | Hiroba no kodoku, Kankan, szono ta (広場の孤独・漢奸その他; Hepburn: Hiroba no Kodoku, Kankan, sono ta) | Csúókóron (中央公論; Hepburn: Chūōkōron)                |
| 027 | 1952上 | Nem osztottak díjat.           | Nem osztottak díjat.                                                                                    | Nem osztottak díjat.                                    |
| 028 | 1952下 | Gomi Kószuke                   | Szósin (喪神; Hepburn: Sōshin)                                                                          | Sincsó (新潮; Hepburn: Shinchō)                         |
| 028 | 1952下 | Macumoto Szeicsó               | Aru „Kokura nikki” den (或る「小倉日記」伝; Hepburn: Aru "Kokura Nikki" Den)                            | Mita Bungaku (三田文学)                                 |
| 029 | 1953上 | Jaszuoka Sótaró                | Varui nakama (悪い仲間; Hepburn: Warui Nakama)                                                          | Gunzó (群像; Hepburn: Gunzō)                            |
| 029 | 1953上 | Jaszuoka Sótaró                | Inki na tanosimi (陰気な愉しみ; Hepburn: Inki na Tanoshimi)                                             | Sincsó                                                  |
| 030 | 1953下 | Nem osztottak díjat.           | Nem osztottak díjat.                                                                                    | Nem osztottak díjat.                                    |
| 031 | 1954上 | Josijuki Dzsunnoszuke          | Sudden Shower and others (驟雨・その他; Hepburn: Shūu, sono ta)                                         | Bungakukai                                              |
| 032 | 1954下 | Kodzsima Nobuo                 | The American School (アメリカン・スクール; Hepburn: Amerikan Sukūru)                                    | Bungakukai                                              |
| 032 | 1954下 | Sóno Dzsunzó                   | Evenings at the Pool (プールサイド小景; Hepburn: Pūrusaido Shōkei)                                      | Gunzō                                                   |
| 033 | 1955上 | Endó Súszaku                   | White Man (白い人; Hepburn: Shiroi Hito)                                                                | Kindai Bungaku                                          |
| 034 | 1955下 | Isihara Sintaró                | Season of Violence (太陽の季節; Hepburn: Taiyō no Kisetsu)                                              | Bungakukai                                              |
| 035 | 1956上 | Kondó Keitaró                  | (海人舟; Hepburn: Amabune)                                                                              | Bungakukai                                              |
| 036 | 1956下 | Nem osztottak díjat.           | Nem osztottak díjat.                                                                                    | Nem osztottak díjat.                                    |
| 037 | 1957上 | Kikumura Itaru                 | (硫黄島; Hepburn: Iōjima)                                                                               | Bungakukai                                              |
| 038 | 1957下 | Kaikó Takesi                   | (裸の王様; Hepburn: Hadaka no Ōsama)                                                                    | Bungakukai                                              |
| 039 | 1958上 | Óe Kenzaburó                   | Prize Stock (飼育; Hepburn: Shiiku)                                                                     | Bungakukai                                              |
| 040 | 1958下 | Nem osztottak díjat.           | Nem osztottak díjat.                                                                                    | Nem osztottak díjat.                                    |
| 041 | 1959上 | Siba Siró                      | (山塔; Hepburn: Santō)                                                                                  | Waseda Bungaku                                          |
| 042 | 1959下 | Nem osztottak díjat.           | Nem osztottak díjat.                                                                                    | Nem osztottak díjat.                                    |
| 043 | 1960上 | Kita Morio                     | (夜と霧の隅で; Hepburn: Yoru to Kiri no Sumi de)                                                        | Shinchō                                                 |
| 044 | 1960下 | Miura Tecuo                    | (忍ぶ川; Hepburn: Shinobukawa)                                                                          | Shinchō                                                 |
| 045 | 1961上 | Nem osztottak díjat.           | Nem osztottak díjat.                                                                                    | Nem osztottak díjat.                                    |
| 046 | 1961下 | Uno Kóicsiró                   | (鯨神; Hepburn: Kujiragami)                                                                             | Bungakukai                                              |
| 047 | 1962上 | Kavamura Akira                 | (美談の出発; Hepburn: Bidan no Shuppatsu)                                                               | (文学街; Hepburn: Bungakugai)                           |
| 048 | 1962下 | Nem osztottak díjat.           | Nem osztottak díjat.                                                                                    | Nem osztottak díjat.                                    |
| 049 | 1963上 | Gotó Kiicsi                    | (少年の橋; Hepburn: Shōnen no Hashi)                                                                    | (山形文学; Hepburn: Yamagata Bungaku)                   |
| 049 | 1963上 | Kóno Taeko                     | Crabs (蟹; Hepburn: Kani)                                                                               | Bungakukai                                              |
| 050 | 1963下 | Tanabe Szeiko                  | (感傷旅行 センチメンタル・ジャーニィ; Hepburn: Kanshō Ryokō (Senchimentaru Jāni))                       | (航路; Hepburn: Kōro)                                   |
| 051 | 1964上 | Sibata Só                      | (されどわれらが日々──; Hepburn: Saredo Wareraga Hibi)                                                   | (象; Hepburn: Zō)                                       |
| 052 | 1964下 | Nem osztottak díjat.           | Nem osztottak díjat.                                                                                    | Nem osztottak díjat.                                    |
| 053 | 1965上 | Cumura Szecuko                 | (玩具; Hepburn: Gangu)                                                                                  | Bungakukai                                              |
| 054 | 1965下 | Takai Júicsi                   | (北の河; Hepburn: Kita no Kawa)                                                                         | (犀; Hepburn: Sai)                                      |
| 055 | 1966上 | Nem osztottak díjat.           | Nem osztottak díjat.                                                                                    | Nem osztottak díjat.                                    |
| 056 | 1966下 | Marujama Kendzsi               | (夏の流れ; Hepburn: Natsu no Nagare)                                                                    | Bungakukai                                              |
| 057 | 1967上 | Ósiro Tacuhiro                 | The Cocktail Party (カクテル・パーティー; Hepburn: Kakuteru Pātī)                                       | (新沖縄文学; Hepburn: Shin Okinawa Bungaku)             |
| 058 | 1967下 | Kasivabara Hjózó               | (徳山道助の帰郷; Hepburn: Tokuyama Dōsuke no Kikyō)                                                     | Shinchō                                                 |
| 059 | 1968上 | Maruja Szaiicsi                | (年の残り; Hepburn: Toshi no Nokori)                                                                    | Bungakukai                                              |
| 059 | 1968上 | Óba Minako                     | The Three Crabs (三匹の蟹; Hepburn: Sanbiki no Kani)                                                    | Gunzō                                                   |
| 060 | 1968下 | Nem osztottak díjat.           | Nem osztottak díjat.                                                                                    | Nem osztottak díjat.                                    |
| 061 | 1969上 | Sódzsi Kaoru                   | (赤頭巾ちゃん気をつけて; Hepburn: Akazukin-chan Ki o Tsukete)                                           | Chūōkōron                                               |
| 061 | 1969上 | Takubo Hideo                   | (深い河; Hepburn: Fukai Kawa)                                                                           | Shinchō                                                 |
| 062 | 1969下 | Kijooka Takajuki               | (アカシヤの大連; Hepburn: Akashiya no Dairen)                                                           | Gunzō                                                   |
| 063 | 1970上 | Josida Tomoko                  | (無明長夜; Hepburn: Mumyōjōya)                                                                          | Shinchō                                                 |
| 063 | 1970上 | Furujama Komao                 | (プレオー8の夜明け; Hepburn: Pureō 8 no Yoake)                                                          | Bungei                                                  |
| 064 | 1970下 | Furui Josikicsi                | Yoko (杳子; Hepburn: Yōko)                                                                              | Bungei                                                  |
| 065 | 1971上 | Nem osztottak díjat.           | Nem osztottak díjat.                                                                                    | Nem osztottak díjat.                                    |
| 066 | 1971下 | Ri Kaiszei                     | (砧をうつ女; Hepburn: Kinuta o Utsu Onna)                                                               | (季刊芸術; Hepburn: Kikan Geijutsu)                     |
| 066 | 1971下 | Higasi Mineo                   | Child of Okinawa (オキナワの少年; Hepburn: Okinawa no Shōnen)                                           | Bungakukai                                              |
| 067 | 1972上 | Hatajama Hirosi                | (いつか汽笛を鳴らして; Hepburn: Itsuka Kiteki o Narashite)                                              | Bungakukai                                              |
| 067 | 1972上 | Mijahara Akio                  | (誰かが触った; Hepburn: Dareka ga Sawatta)                                                              | Bungei                                                  |
| 068 | 1972下 | Jamamoto Micsiko               | Betty's Garden (ベティさんの庭; Hepburn: Betei-san no Niwa)                                             | Shinchō                                                 |
| 068 | 1972下 | Shizuko Gō                     | Requiem (れくいえむ; Hepburn: Rekuiemu)                                                                 | Bungakukai                                              |
| 069 | 1973上 | Miki Taku                      | (鶸; Hepburn: Hiwa)                                                                                     | Subaru                                                  |
| 070 | 1973下 | Noro Kuninobu                  | (草のつるぎ; Hepburn: Kusa no Tsurugi)                                                                  | Bungakukai                                              |
| 070 | 1973下 | Mori Acusi                     | (月山; Hepburn: Gassan)                                                                                 | (季刊芸術; Hepburn: Kikan Geijutsu)                     |
| 071 | 1974上 | Nem osztottak díjat.           | Nem osztottak díjat.                                                                                    | Nem osztottak díjat.                                    |
| 072 | 1974下 | Hino Keizó                     | (あの夕陽; Hepburn: Ano Yūhi)                                                                           | Shinchō                                                 |
| 072 | 1974下 | Szakata Hiroo                  | (土の器; Hepburn: Tsuchi no Utsuwa)                                                                     | Bungakukai                                              |
| 073 | 1975上 | Hajasi Kjóko                   | Ritual of Death (祭りの場; Hepburn: Matsuri no Ba)                                                      | Gunzō                                                   |
| 074 | 1975下 | Nakagami Kendzsi               | The Cape (岬; Hepburn: Misaki)                                                                          | Bungakukai                                              |
| 074 | 1975下 | Okamacu Kazuo                  | (志賀島; Hepburn: Shikanoshima)                                                                         | Bungakukai                                              |
| 075 | 1976上 | Murakami Rjú                   | Almost Transparent Blue (限りなく透明に近いブルー; Hepburn: Kagirinaku Tōmei ni Chikai Burū)            | Gunzō                                                   |
| 076 | 1976下 | Nem osztottak díjat.           | Nem osztottak díjat.                                                                                    | Nem osztottak díjat.                                    |
| 077 | 1977上 | Mita Maszahiro                 | (僕って何; Hepburn: Bokutte Nani)                                                                       | Bungei                                                  |
| 077 | 1977上 | Ikeda Maszuo                   | (エーゲ海に捧ぐ; Hepburn: Ēgekai ni Sasagu)                                                             | Shōsetsu Yasei Jidai                                    |
| 078 | 1977下 | Mijamoto Teru                  | River of Fireflies (螢川; Hepburn: Hotarugawa)                                                          | (文芸展望; Hepburn: Bungei Tenbō)                       |
| 078 | 1977下 | Taki Súzó                      | (榧の木祭り; Hepburn: Kaya no Ki Matsuri)                                                               | Shinchō                                                 |
| 079 | 1978上 | Takahasi Kiicsiró              | (伸予; Hepburn: Nobuyo)                                                                                 | Bungei                                                  |
| 079 | 1978上 | Takahasi Micsicuna             | (九月の空; Hepburn: Kugatsu no Sora)                                                                    | Bungei                                                  |
| 080 | 1978下 | Nem osztottak díjat.           | Nem osztottak díjat.                                                                                    | Nem osztottak díjat.                                    |
| 081 | 1979上 | Sigekane Josiko                | The Smoke in the Mountain Valley (やまあいの煙; Hepburn: Yamaai no Kemuri)                              | Bungakukai                                              |
| 081 | 1979上 | Aono Szó                       | (愚者の夜; Hepburn: Gusha no Yoru)                                                                      | Bungakukai                                              |
| 082 | 1979下 | Mori Reiko                     | (モッキングバードのいる町; Hepburn: Mokkingubādo no Iru Machi)                                          | Shinchō                                                 |
| 083 | 1980上 | Nem osztottak díjat.           | Nem osztottak díjat.                                                                                    | Nem osztottak díjat.                                    |
| 084 | 1980下 | Ocudzsi Kacuhiko               | (父が消えた; Hepburn: Chichi ga Kieta)                                                                  | Bungakukai                                              |
| 085 | 1981上 | Josijuki Rie                   | (小さな貴婦人; Hepburn: Chisana Kifujin)                                                                | Shinchō                                                 |
| 086 | 1981下 | Nem osztottak díjat.           | Nem osztottak díjat.                                                                                    | Nem osztottak díjat.                                    |
| 087 | 1982上 | Nem osztottak díjat.           | Nem osztottak díjat.                                                                                    | Nem osztottak díjat.                                    |
| 088 | 1982下 | Kató Jukiko                    | (夢の壁; Hepburn: Yume no Kabe)                                                                         | Shinchō                                                 |
| 088 | 1982下 | Kara Dzsúró                    | (佐川君からの手紙; Hepburn: Sagawa-kun Kara no Tegami)                                                  | Bungei                                                  |
| 089 | 1983上 | Nem osztottak díjat.           | Nem osztottak díjat.                                                                                    | Nem osztottak díjat.                                    |
| 090 | 1983下 | Kaszahara Dzsun                | (杢二の世界; Hepburn: Mokuji no Sekai)                                                                  | Kaien                                                   |
| 090 | 1983下 | Takagi Nobuko                  | (光抱く友よ; Hepburn: Hikari Idaku Tomo yo)                                                             | Shinchō                                                 |
| 091 | 1984上 | Nem osztottak díjat.           | Nem osztottak díjat.                                                                                    | Nem osztottak díjat.                                    |
| 092 | 1984下 | Kizaki Szatoko                 | The Phoenix Tree (青桐; Hepburn: Aogiri)                                                                | Bungakukai                                              |
| 093 | 1985上 | Nem osztottak díjat.           | Nem osztottak díjat.                                                                                    | Nem osztottak díjat.                                    |
| 094 | 1985下 | Kometani Fumiko                | Passover (過越しの祭; Hepburn: Sugikoshi no matsuri)                                                    | Shinchō                                                 |
| 095 | 1986上 | Nem osztottak díjat.           | Nem osztottak díjat.                                                                                    | Nem osztottak díjat.                                    |
| 096 | 1986下 | Nem osztottak díjat.           | Nem osztottak díjat.                                                                                    | Nem osztottak díjat.                                    |
| 097 | 1987上 | Murata Kijoko                  | (鍋の中; Hepburn: Nabe no Naka)                                                                         | Bungakukai                                              |
| 098 | 1987下 | Ikezava Nacuki                 | Still Life (スティル・ライフ; Hepburn: Sutiru Raifu)                                                    | Chūōkōron                                               |
| 098 | 1987下 | Miura Kijohiro                 | He's Leaving Home: My Young Son Becomes a Zen Monk (長男の出家; Hepburn: Chōnan no Shukke)              | Kaien                                                   |
| 099 | 1988上 | Arai Man                       | (尋ね人の時間; Hepburn: Tazunebito no Jikan)                                                            | Bungakukai                                              |
| 100 | 1988下 | Nagi Keisi                     | (ダイヤモンドダスト; Hepburn: Daiyamondo Dasuto)                                                        | Bungakukai                                              |
| 100 | 1988下 | I Jangdzsi (Lee Yangji)        | (由煕; Hepburn: Yuhi)                                                                                   | Gunzō                                                   |
| 101 | 1989上 | Nem osztottak díjat.           | Nem osztottak díjat.                                                                                    | Nem osztottak díjat.                                    |
| 102 | 1989下 | Óoka Akira                     | (表層生活; Hepburn: Hyōsō Seikatsu)                                                                     | Bungakukai                                              |
| 102 | 1989下 | Takizava Mieko                 | (ネコババのいる町で; Hepburn: Nekobaba no Iru Machi de)                                                 | Bungakukai                                              |
| 103 | 1990上 | Cudzsihara Noboru              | (村の名前; Hepburn: Mura no Namae)                                                                      | Bungakukai                                              |
| 104 | 1990下 | Ogava Jóko                     | Pregnancy Diary (妊娠カレンダー; Hepburn: Ninshin Karendā)                                              | Bungakukai                                              |
| 105 | 1991上 | Henmi Jó                       | (自動起床装置; Hepburn: Jidō Kishō Sōchi)                                                               | Bungakukai                                              |
| 105 | 1991上 | Ogino Anna                     | (背負い水; Hepburn: Seoimizu)                                                                           | Bungakukai                                              |
| 106 | 1991下 | Macumura Eiko                  | (至高聖所 アバトーン; Hepburn: Shikō Seisho Apatōn)                                                     | Kaien                                                   |
| 107 | 1992上 | Fudzsivara Tomomi              | (運転士; Hepburn: Untenshi)                                                                             | Gunzō                                                   |
| 108 | 1992下 | Tavada Jóko                    | The Bridegroom Was a Dog (犬婿入り; Hepburn: Inu mukoiri)                                               | Gunzō                                                   |
| 109 | 1993上 | Josimeki Haruhiko              | (寂寥郊野; Hepburn: Sekiryō Kōya)                                                                       | Gunzō                                                   |
| 110 | 1993下 | Okuizumi Hikaru                | The Stones Cry Out (石の来歴; Hepburn: Ishi no Raireki)                                                 | Bungakukai                                              |
| 111 | 1994上 | Muroi Micuhiro                 | (おどるでく; Hepburn: Odorudeku)                                                                        | Gunzō                                                   |
| 111 | 1994上 | Sóno Joriko                    | (タイムスリップ・コンビナート; Hepburn: Taimu Surippu Konbināto)                                        | Bungakukai                                              |
| 112 | 1994下 | Nem osztottak díjat.           | Nem osztottak díjat.                                                                                    | Nem osztottak díjat.                                    |
| 113 | 1995上 | Hoszaka Kazusi                 | (この人の閾; Hepburn: Kono Hito no Iki)                                                                 | Shinchō                                                 |
| 114 | 1995下 | Matajosi Eiki                  | (豚の報い; Hepburn: Buta no Mukui)                                                                      | Bungakukai                                              |
| 115 | 1996上 | Kavakami Hiromi                | (蛇を踏む; Hepburn: Hebi o Fumu)                                                                        | Bungakukai                                              |
| 116 | 1996下 | Cudzsi Hitonari                | (海峡の光; Hepburn: Kaikyō no Hikari)                                                                   | Shinchō                                                 |
| 116 | 1996下 | Jú Miri                        | (家族シネマ; Hepburn: Kazoku Shinema)                                                                   | Gunzō                                                   |
| 117 | 1997上 | Medoruma Sun                   | Droplets (水滴; Hepburn: Suiteki)                                                                       | Bungakukai                                              |
| 118 | 1997下 | Nem osztottak díjat.           | Nem osztottak díjat.                                                                                    | Nem osztottak díjat.                                    |
| 119 | 1998上 | Hanamura Mangecu               | (ゲルマニウムの夜; Hepburn: Gerumaniamu no Yoru)                                                        | Bungakukai                                              |
| 119 | 1998上 | Fudzsiszava Sú                 | (ブエノスアイレス午前零時; Hepburn: Buenosu Airesu Gozen Reiji)                                         | Bungei                                                  |
| 120 | 1998下 | Hirano Keiicsiró               | (日蝕; Hepburn: Nisshoku)                                                                               | Shinchō                                                 |
| 121 | 1999上 | Nem osztottak díjat.           | Nem osztottak díjat.                                                                                    | Nem osztottak díjat.                                    |
| 122 | 1999下 | Gen Gecu                       | (蔭の棲みか; Hepburn: Kage no Sumika)                                                                   | Bungakukai                                              |
| 122 | 1999下 | Fudzsino Csija                 | (夏の約束; Hepburn: Natsu no Yakusoku)                                                                  | Gunzō                                                   |
| 123 | 2000上 | Macsida Kó                     | (きれぎれ; Hepburn: Kiregire)                                                                           | Bungakukai                                              |
| 123 | 2000上 | Macuura Hiszaki                | (花腐し; Hepburn: Hana Kutashi)                                                                         | Gunzō                                                   |
| 124 | 2000下 | Szeirai Júicsi                 | (聖水; Hepburn: Seisui)                                                                                 | Bungakukai                                              |
| 124 | 2000下 | Horie Tosijuki                 | The Bear and the Paving Stone (熊の敷石; Hepburn: Kuma no Shikiishi)                                    | Gunzō                                                   |
| 125 | 2001上 | Gen'jú Szókjú                  | (中陰の花; Hepburn: Chūin no Hana)                                                                      | Bungakukai                                              |
| 126 | 2001下 | Nagasima Jú                    | (猛スピードで母は; Hepburn: Mō-Supīdo de Haha wa)                                                       | Bungakukai                                              |
| 127 | 2002上 | Josida Súicsi                  | (パーク・ライフ; Hepburn: Pāku Raifu)                                                                   | Bungakukai                                              |
| 128 | 2002下 | Daidó Tamaki                   | (しょっぱいドライブ; Hepburn: Shoppai Doraibu)                                                          | Bungakukai                                              |
| 129 | 2003上 | Josimura Man'icsi              | (ハリガネムシ; Hepburn: Hariganemushi)                                                                  | Bungakukai                                              |
| 130 | 2003下 | Kanehara Hitomi                | Snakes and Earrings (蛇にピアス; Hepburn: Hebi ni Piasu)                                                | Subaru                                                  |
| 130 | 2003下 | Vataja Risza                   | I Want to Kick You in the Back (蹴りたい背中; Hepburn: Keritai Senaka)                                  | Bungei                                                  |
| 131 | 2004上 | Mobu Norio                     | (介護入門; Hepburn: Kaigo Nyūmon)                                                                       | Bungakukai                                              |
| 132 | 2004下 | Abe Kazusige                   | (グランド･フィナーレ; Hepburn: Gurando Fināre)                                                          | Gunzō                                                   |
| 133 | 2005上 | Nakamura Fuminori              | The Boy in the Earth (土の中の子供; Hepburn: Tsuchi no Naka no Kodomo)                                  | Shinchō                                                 |
| 134 | 2005下 | Itojama Akiko                  | Waiting in the Offing (沖で待つ; Hepburn: Oki de Matsu)                                                 | Bungakukai                                              |
| 135 | 2006上 | Itó Takami                     | (八月の路上に捨てる; Hepburn: Hachigatsu no Rojō ni Suteru)                                             | Bungakukai                                              |
| 136 | 2006下 | Aojama Nanae                   | (ひとり日和; Hepburn: Hitori Biyori)                                                                    | Bungei                                                  |
| 137 | 2007上 | Szuva Tecusi                   | (アサッテの人; Hepburn: Asatte no Hito)                                                                 | Gunzō                                                   |
| 138 | 2007下 | Kavakami Mieko                 | Breasts and Eggs (乳と卵; Hepburn: Chichi to Ran)                                                       | Bungakukai                                              |
| 139 | 2008上 | Yang Yi                        | (時が滲む朝; Hepburn: Toki ga Nijimu Asa)                                                               | Bungakukai                                              |
| 140 | 2008下 | Cumura Kikuko                  | (ポトスライムの舟; Hepburn: Potosu Raimu no Fune)                                                       | Gunzō                                                   |
| 141 | 2009上 | Iszozaki Ken'icsiró            | (終の住処; Hepburn: Tsui no Sumika)                                                                     | Shinchō                                                 |
| 142 | 2009下 | Nem osztottak díjat.           | Nem osztottak díjat.                                                                                    | Nem osztottak díjat.                                    |
| 143 | 2010上 | Akazome Akiko                  | (乙女の密告; Hepburn: Otome no Mikkoku)                                                                 | Shinchō                                                 |
| 144 | 2010下 | Aszabuki Mariko                | (きことわ; Hepburn: Kikotowa)                                                                           | Shinchō                                                 |
| 144 | 2010下 | Nisimura Kenta                 | (苦役列車; Hepburn: Kueki Ressha)                                                                       | Shinchō                                                 |
| 145 | 2011上 | Nem osztottak díjat.           | Nem osztottak díjat.                                                                                    | Nem osztottak díjat.                                    |
| 146 | 2011下 | EnJoe Toh                      | Harlequin's Butterfly (道化師の蝶; Hepburn: Dōkeshi no Chō)                                             | Gunzō                                                   |
| 146 | 2011下 | Tanaka Sin'ja                  | (共喰い; Hepburn: Tomogui)                                                                              | Subaru                                                  |
| 147 | 2012上 | Kasimada Maki                  | Touring the Land of the Dead (冥土めぐり; Hepburn: Meido Meguri)                                        | Bungei                                                  |
| 148 | 2012下 | Kuroda Nacuko                  | (ａｂさんご; Hepburn: ab Sango)                                                                         | Waseda Bungaku                                          |
| 149 | 2013上 | Fudzsino Kaori                 | (爪と目; Hepburn: Tsume to Me)                                                                          | Shinchō                                                 |
| 150 | 2013下 | Ojamada Hiroko                 | The Hole (穴; Hepburn: Ana)                                                                             | Shinchō                                                 |
| 151 | 2014上 | Sibaszaki Tomoka               | Spring Garden (春の庭; Hepburn: Haru no Niwa)                                                           | Bungakukai                                              |
| 152 | 2014下 | Ono Maszacugu                  | (九年前の祈り; Hepburn: Kyūnenmae no Inori)                                                             | Gunzō                                                   |
| 153 | 2015上 | Hada Keiszuke                  | (スクラップ・アンド・ビルド; Hepburn: Sukurappu Ando Birudo)                                            | Bungakukai                                              |
| 153 | 2015上 | Matajosi Naoki                 | Spark (火花; Hepburn: Hibana)                                                                           | Bungakukai                                              |
| 154 | 2015下 | Takigucsi Júsó                 | (死んでいない者; Hepburn: Shinde Inai Mono)                                                             | Bungakukai                                              |
| 154 | 2015下 | Motoja Jukiko                  | (異類婚姻譚; Hepburn: Irui Konin Tan)                                                                   | Gunzō                                                   |
| 155 | 2016上 | Murata Szajaka                 | Convenience Store Woman (コンビニ人間; Hepburn: Konbini Ningen)                                         | Bungakukai                                              |
| 156 | 2016下 | Jamasita Szumito               | (しんせかい; Hepburn: Shinsekai)                                                                        | Shinchō                                                 |
| 157 | 2017上 | Numata Sinszuke                | (影裏; Hepburn: Eiri)                                                                                   | Bungakukai                                              |
| 158 | 2017下 | Vakatake Csiszako              | (おらおらでひとりいぐも; Hepburn: Ora Ora de Hitori Igumo)                                              | Bungei                                                  |
| 158 | 2017下 | Isii Júka                      | (百年泥; Hepburn: Hyakunen Doro)                                                                        | Shinchō                                                 |
| 159 | 2018上 | Takahasi Hiroki                | (送り火; Hepburn: Okuribi)                                                                              | Bungakukai                                              |
| 160 | 2018下 | Macsija Rjóhei                 | (1R1分34秒; Hepburn: 1R 1-Pun 34-Byō)                                                                   | Shinchō                                                 |
| 160 | 2018下 | Ueda Takahiro                  | (ニムロッド; Hepburn: Nimuroddo)                                                                        | Gunzō                                                   |
| 161 | 2019上 | Imamura Nacuko                 | (むらさきのスカートの女; Hepburn: Murasaki no Sukāto no Onna)                                           | Shōsetsu Tripper                                        |
| 162 | 2019下 | Furukava Makoto                | (背高泡立草; Hepburn: Seitaka Awadachisō)                                                               | Subaru                                                  |
| 163 | 2020上 | Tóno Haruka                    | (破局; Hepburn: Hakyoku)                                                                                | Bungei                                                  |
| 163 | 2020上 | Takajama Haneko                | (首里の馬; Hepburn: Shuri no Uma)                                                                       | Shinchō                                                 |
| 164 | 2020下 | Uszami Rin                     | (推し、燃ゆ; Hepburn: Oshi, Moyu)                                                                       | Bungei                                                  |
| 165 | 2021上 | Li Kotomi                      | (彼岸花が咲く島; Hepburn: Higanbana ga saku shima)                                                      | Bungakukai                                              |
| 165 | 2021上 | Isizava Mai                    | (貝に続く場所にて; Hepburn: Kai ni tsudzuku basho nite)                                                 | Gunzō                                                   |
| 166 | 2021下 | Szunakava Bundzsi              | (ブラックボックス; Hepburn: Black Box)                                                                  | Gunzō                                                   |
| 167 | 2022上 | Takasze Dzsunko                | (おいしいごはんが食べられますように; Hepburn: Oishii gohan ga taberaremasuyōni)                         | Gunzō                                                   |
| 168 | 2022下 | Idogava Iko                    | (この世の喜びよ; Hepburn: Kono yo no yorokobi yo)                                                       | Gunzō                                                   |
| 168 | 2022下 | Szató Acusi                    | (荒地の家族; Hepburn: Arechi no kazoku)                                                                 | Shinchō                                                 |
| 169 | 2023上 | Icsikava Szaó                  | (ハンチバック; Hepburn: Hanchibakku)                                                                    | Bungei                                                  |